# Deutsche Olympiaqualifikation 1964/Sommerspiele/Boxen
Dieser Artikel beschreibt die Ergebnisse der Ausscheidungswettkämpfe im Boxen zur Bildung der gesamtdeutschen Mannschaft bei den Olympischen Sommerspielen 1964 in Tokio.
Die Ausscheidung im Boxen fand vom 28. bis zum 31. Mai im (West-)Berliner Sportpalast und in der Schweriner Sport- und Kongresshalle statt. Sie begann am 28. Mai in West-Berlin mit dem Aufeinandertreffen der besten westdeutschen Boxer und dem B-Kader der DDR. Am 29. Mai traf in Schwerin die erste Wahl der DDR-Boxer auf den westdeutschen B-Kader. Die jeweiligen Gewinner ermittelten dann am 30. Mai in Schwerin und am 31. Mai in West-Berlin die Olympiastarter.

## Ergebnisse

### Fliegengewicht
| Ort und Datum      | Gewinner                              | Verlierer                             | Ausgang                   |
| ------------------ | ------------------------------------- | ------------------------------------- | ------------------------- |
| Halbfinale         |                                       |                                       |                           |
| West-Berlin, 28.5. | Hans Freistadt (Boxring Ludwigshafen) | Klaus John (TSC Berlin)               | Punktsieg                 |
| Schwerin, 29.5.    | Otto Babiasch (TSC Berlin)            | Josef Rehberger (Bavaria Rosenheim)   | Disqualifikation 3. Runde |
| Finale             |                                       |                                       |                           |
| Schwerin, 30.5.    | Otto Babiasch (TSC Berlin)            | Hans Freistadt (Boxring Ludwigshafen) | Punktsieg                 |

### Bantamgewicht
| Ort und Datum      | Gewinner                        | Verlierer                      | Ausgang          |
| ------------------ | ------------------------------- | ------------------------------ | ---------------- |
| Halbfinale         |                                 |                                |                  |
| West-Berlin, 28.5. | Werner Purser (SC Stahl Riesa)  | Horst Rascher (SSV Ulm)        | Punktsieg (2:1)  |
| Schwerin, 29.5.    | Rainer Poser (SC Dynamo Berlin) | Günter Geisler (VfK Rünthe)    | Punktsieg (3:0)  |
| Finale             |                                 |                                |                  |
| West-Berlin, 31.5. | Rainer Poser (SC Dynamo Berlin) | Werner Purser (SC Stahl Riesa) | Aufgabe 3. Runde |

### Federgewicht
| Ort und Datum      | Gewinner                           | Verlierer                            | Ausgang          |
| ------------------ | ---------------------------------- | ------------------------------------ | ---------------- |
| Halbfinale         |                                    |                                      |                  |
| West-Berlin, 28.5. | Manfred Maeß (Hertha BSC)          | Peter Drgala (SC Dynamo Berlin)      | Abbruch 3. Runde |
| Schwerin, 29.5.    | Heinz Schulz (ASK Vorwärts Berlin) | Jürgen Labinschus (BC 59 Travemünde) | Aufgabe 2. Runde |
| Finale             |                                    |                                      |                  |
| Schwerin, 30.5.    | Heinz Schulz (ASK Vorwärts Berlin) | Manfred Maeß (Hertha BSC)            | Punktsieg        |

### Leichtgewicht
| Ort und Datum      | Gewinner                    | Verlierer                  | Ausgang          |
| ------------------ | --------------------------- | -------------------------- | ---------------- |
| Halbfinale         |                             |                            |                  |
| West-Berlin, 28.5. | Wolfgang Schmitt (BC Mainz) | Wolfgang Behrendt (Berlin) | Punktsieg        |
| Schwerin, 29.5.    | Werner Kirsch (SC Cottbus)  | Helmut Zettier (Waltrop)   | Punktsieg (2:1)  |
| Finale             |                             |                            |                  |
| West-Berlin, 31.5. | Wolfgang Schmitt (BC Mainz) | Werner Kirsch (SC Cottbus) | Aufgabe 2. Runde |

### Halbweltergewicht
| Ort und Datum      | Gewinner                           | Verlierer                          | Ausgang         |
| ------------------ | ---------------------------------- | ---------------------------------- | --------------- |
| Halbfinale         |                                    |                                    |                 |
| West-Berlin, 28.5. | Werner Busse (TSC Berlin)          | Gert Puzicha (BC Steele)           | Punktsieg       |
| Schwerin, 29.5.    | Heiko Winter (SC Aufbau Magdeburg) | Gerhard Dieter (Spandauer BC 1926) | Punktsieg (2:1) |
| Finale             |                                    |                                    |                 |
| Schwerin, 30.5.    | Heiko Winter (SC Aufbau Magdeburg) | Werner Busse (TSC Berlin)          | Punktsieg       |

### Weltergewicht
| Ort und Datum      | Gewinner                         | Verlierer                                | Ausgang         |
| ------------------ | -------------------------------- | ---------------------------------------- | --------------- |
| Halbfinale         |                                  |                                          |                 |
| West-Berlin, 28.5. | Axel Lehmann (TSC Berlin)        | Hans-Heinrich Dieter (Spandauer BC 1926) | Punktsieg       |
| Schwerin, 29.5.    | Bruno Guse (SC Traktor Schwerin) | Dieter Kottysch (Hamburger BC Heros)     | Punktsieg (3:0) |
| Finale             |                                  |                                          |                 |
| West-Berlin, 31.5. | Bruno Guse (SC Traktor Schwerin) | Axel Lehmann (TSC Berlin)                | Punktsieg       |

### Halbmittelgewicht
| Ort und Datum      | Gewinner                         | Verlierer                                | Ausgang          |
| ------------------ | -------------------------------- | ---------------------------------------- | ---------------- |
| Halbfinale         |                                  |                                          |                  |
| West-Berlin, 28.5. | Paul Hogh (Polizei SV Stuttgart) | Lothar Bieber (SC Leipzig)               | K. o.            |
| Schwerin, 29.5.    | Raymar Reimers (Hamburg)         | Hans-Dieter Niebel (SC Traktor Schwerin) | Punktsieg (2:1)  |
| Finale             |                                  |                                          |                  |
| Schwerin, 30.5.    | Paul Hogh (Polizei SV Stuttgart) | Raymar Reimers (Hamburg)                 | Aufgabe 2. Runde |

### Mittelgewicht
| Ort und Datum      | Gewinner                           | Verlierer                            | Ausgang                   |
| ------------------ | ---------------------------------- | ------------------------------------ | ------------------------- |
| Halbfinale         |                                    |                                      |                           |
| West-Berlin, 28.5. | Emil Schulz (1. FC Kaiserslautern) | Günter Wensierski (SC Dynamo Berlin) | Disqualifikation 3. Runde |
| Schwerin, 29.5.    | Hans Arnecke (Hameln)              | Ludwig Graf (SG Dynamo Leipzig)      | Punktsieg (2:1)           |
| Finale             |                                    |                                      |                           |
| West-Berlin, 31.5. | Emil Schulz (1. FC Kaiserslautern) | Hans Arnecke (Hameln)                | Punktsieg                 |

### Halbschwergewicht
| Ort und Datum      | Gewinner                              | Verlierer                        | Ausgang         |
| ------------------ | ------------------------------------- | -------------------------------- | --------------- |
| Halbfinale         |                                       |                                  |                 |
| West-Berlin, 28.5. | Peter Gerber (Polizei SV Bremen)      | Bernd Anders (TSC Berlin)        | Punktsieg       |
| Schwerin, 29.5.    | Jürgen Schlegel (SC Traktor Schwerin) | Georg Krenz (BC Karnap)          | Punktsieg (2:1) |
| Finale             |                                       |                                  |                 |
| Schwerin, 30.5.    | Jürgen Schlegel (SC Traktor Schwerin) | Peter Gerber (Polizei SV Bremen) | Punktsieg       |

### Schwergewicht
| Ort und Datum      | Gewinner                         | Verlierer                             | Ausgang         |
| ------------------ | -------------------------------- | ------------------------------------- | --------------- |
| Halbfinale         |                                  |                                       |                 |
| West-Berlin, 28.5. | Hans Huber (BC Heros Regensburg) | Manfred Jüttner (SC Chemie Halle)     | Punktsieg       |
| Schwerin, 29.5.    | Jürgen Blin (Hamburger BC Heros) | Karl Degenhardt (SC Traktor Schwerin) | Punktsieg (2:1) |
| Finale             |                                  |                                       |                 |
| West-Berlin, 31.5. | Hans Huber (BC Heros Regensburg) | Jürgen Blin (Hamburger BC Heros)      | Punktsieg       |

## Quelle
- Ausgaben des Neuen Deutschlands vom 29. Mai bis 1. Juni 1964